# Odenthal
Odenthal is een gemeente in de Duitse deelstaat Noordrijn-Westfalen, gelegen in de Rheinisch-Bergischer Kreis. De gemeente behoort tot de rijkste van het land en is gelegen aan de westkant van het Bergisches Land. De gemeente Odenthal telt 15.031 inwoners (31 december 2020) op een oppervlakte van 39,95 km².

## Dorpen
Altehufe - Altenberg - Blecher - Busch - Bülsberg - Bömberg - Bömerich - Eikamp - Erberich - Feld - Glöbusch - Grimberg - Großgrimberg - Hahnenberg - Holz - Höffe - Hüttchen - Klasmühle - Küchenberg - Kümps - Landwehr - Menrath - Neschen - Oberscheid - Osenau - Pistershausen - Schallemich - Scheuren - Schmeisig - Schwarzbroich - Selbach - Voiswinkel.

## Bezienswaardigheden

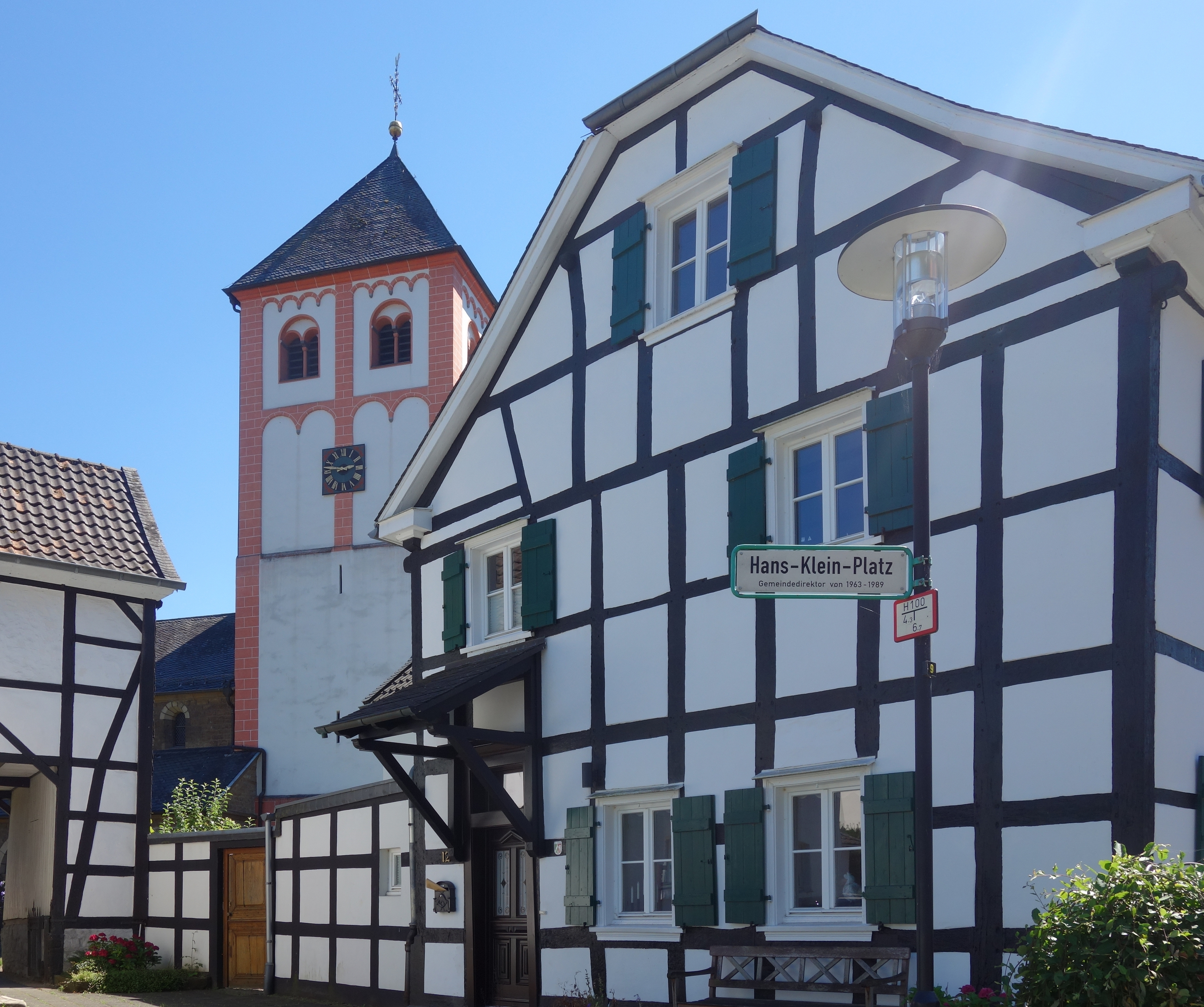
Hans-Klein-Platz
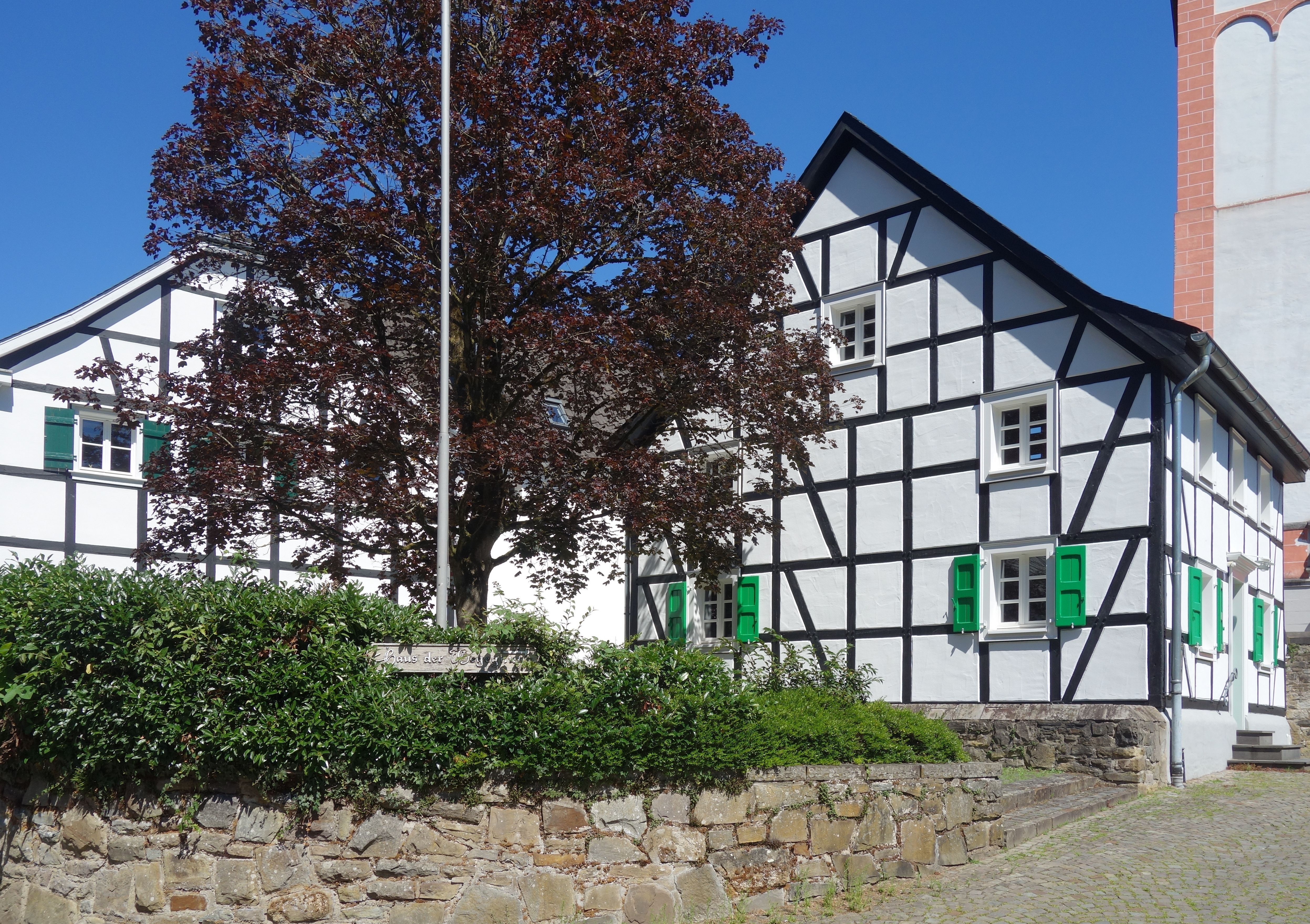
Vakwerkensemble
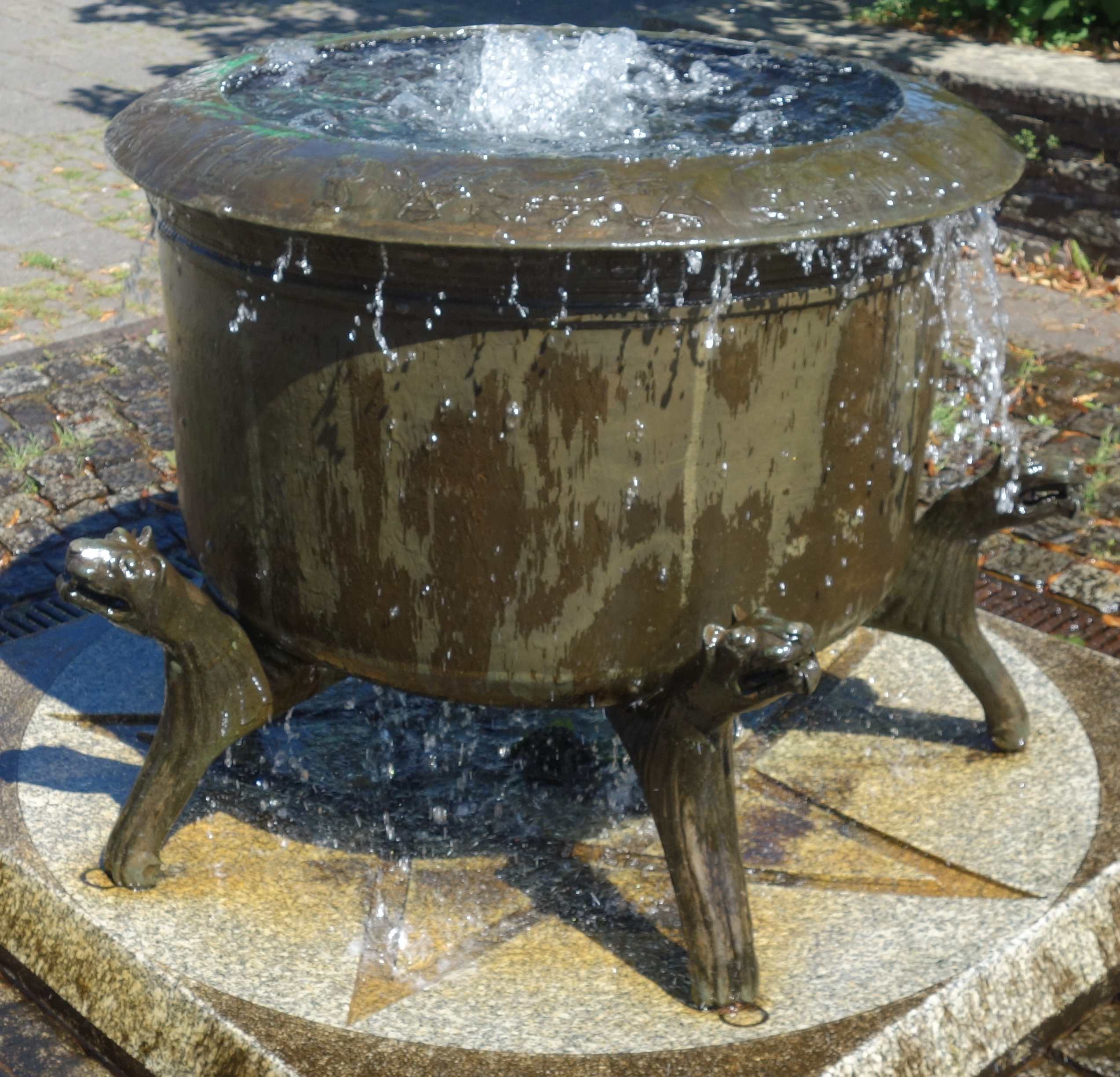
Hexenbrunnen
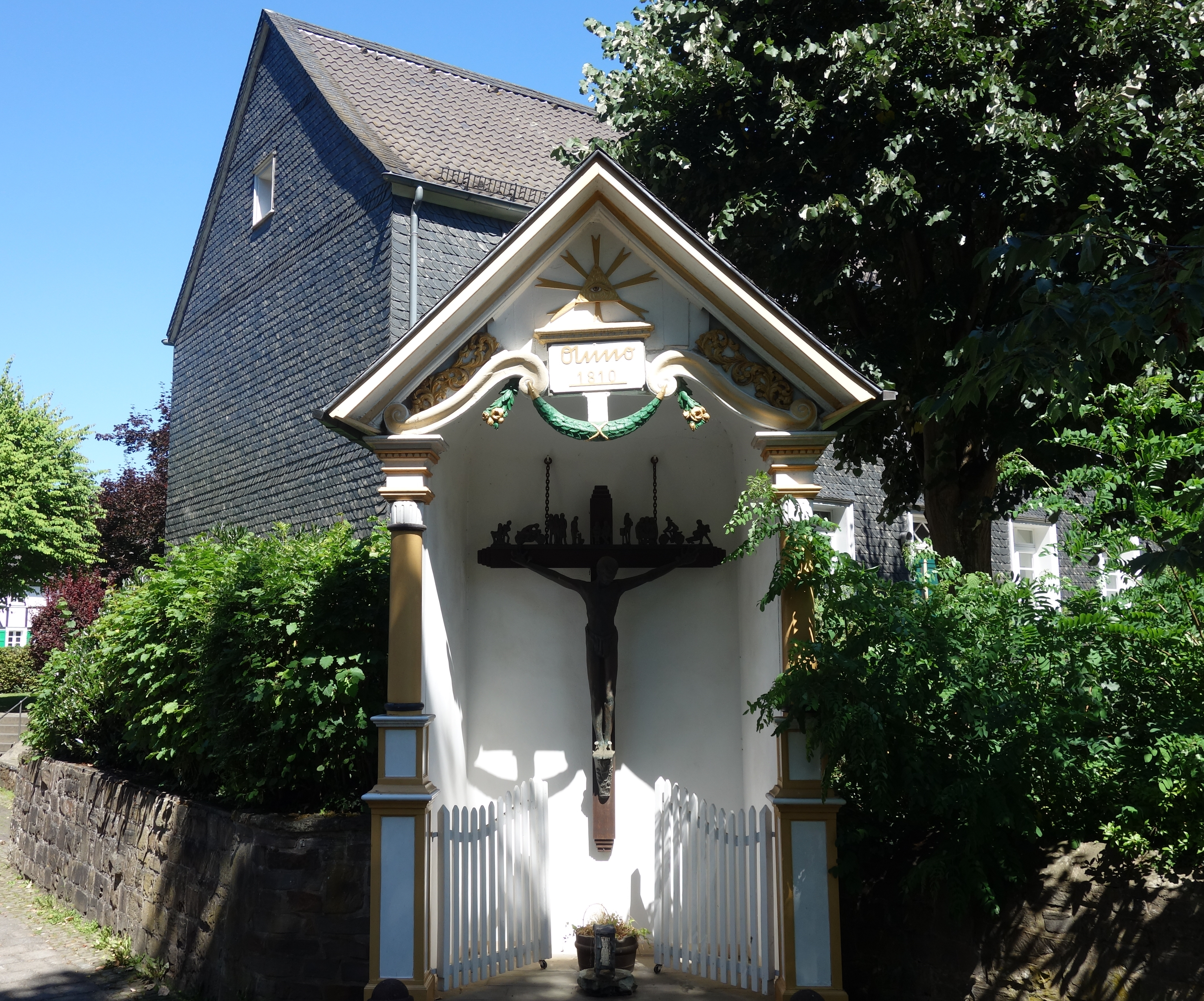
Heiligenhäuschen
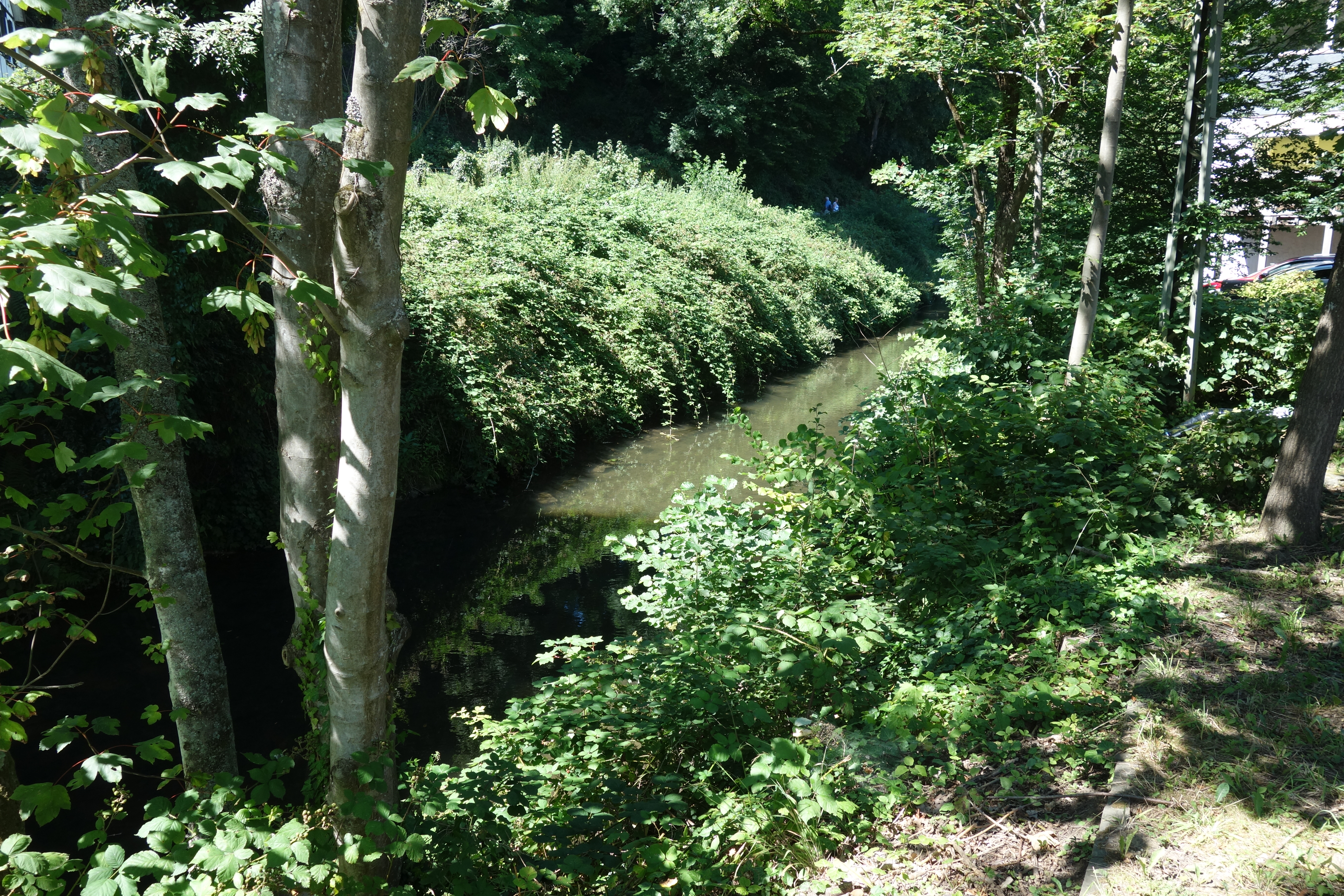
Dhünn
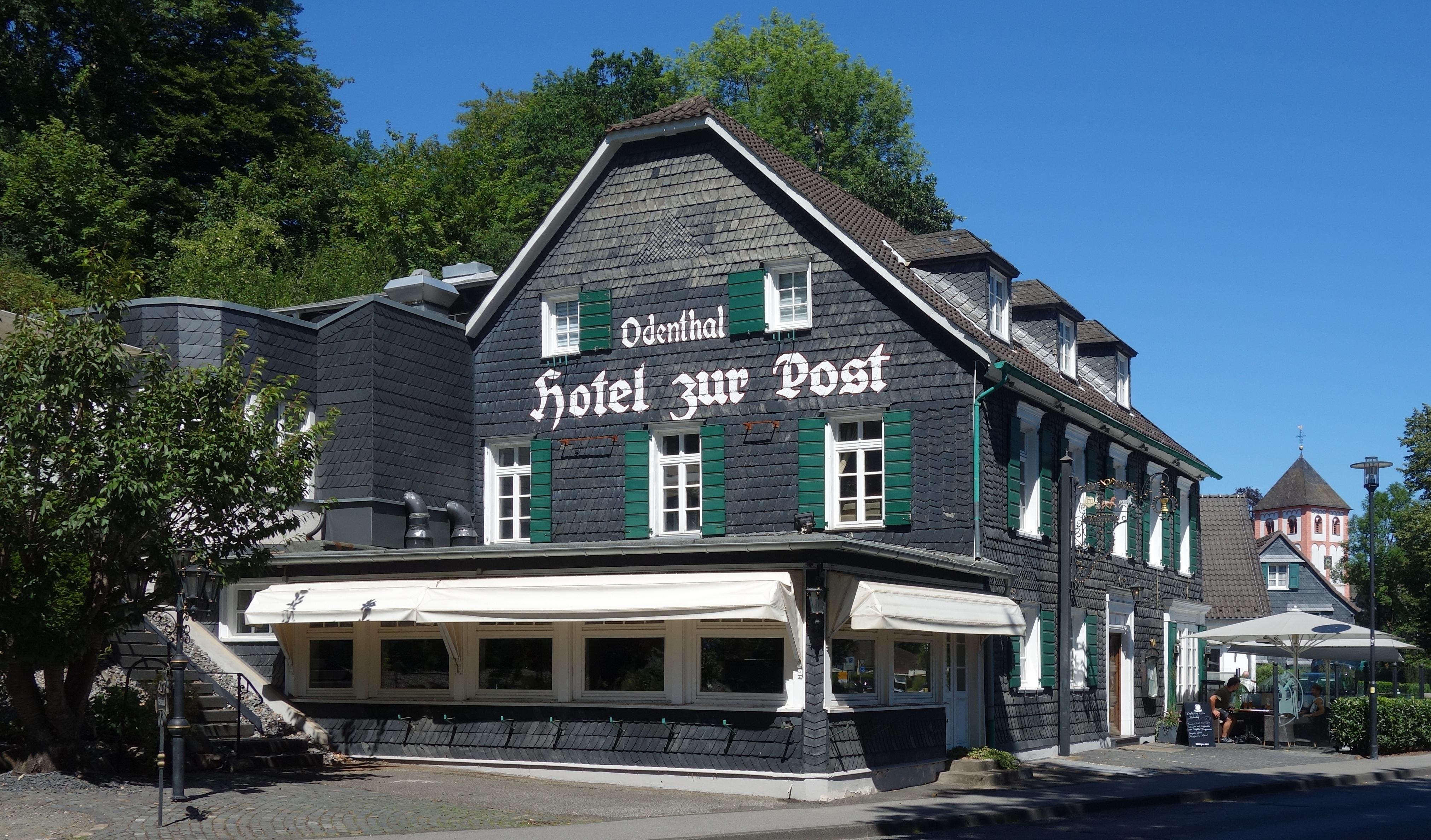
Hotel zur Post
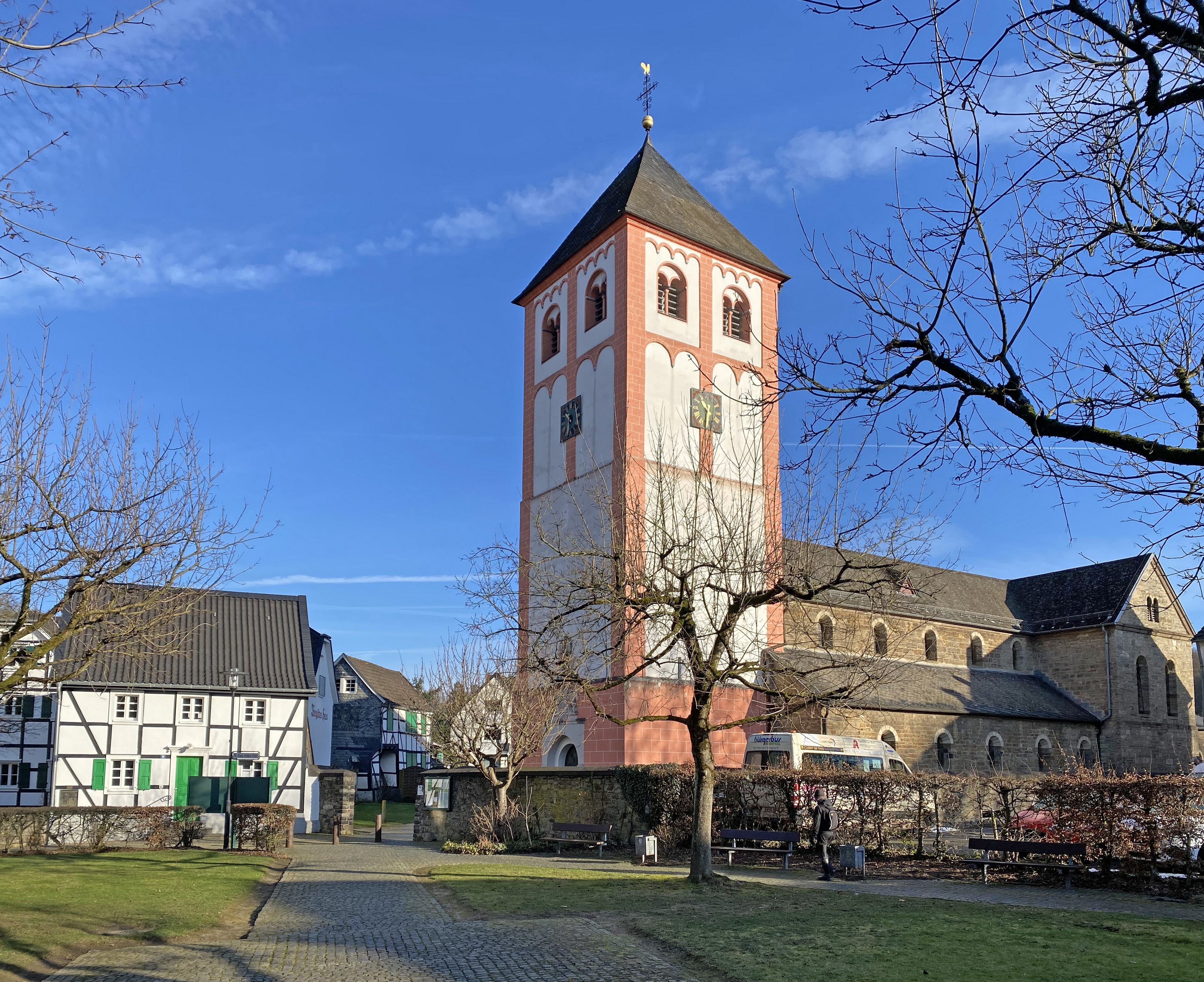
Kerk St. Pankratius
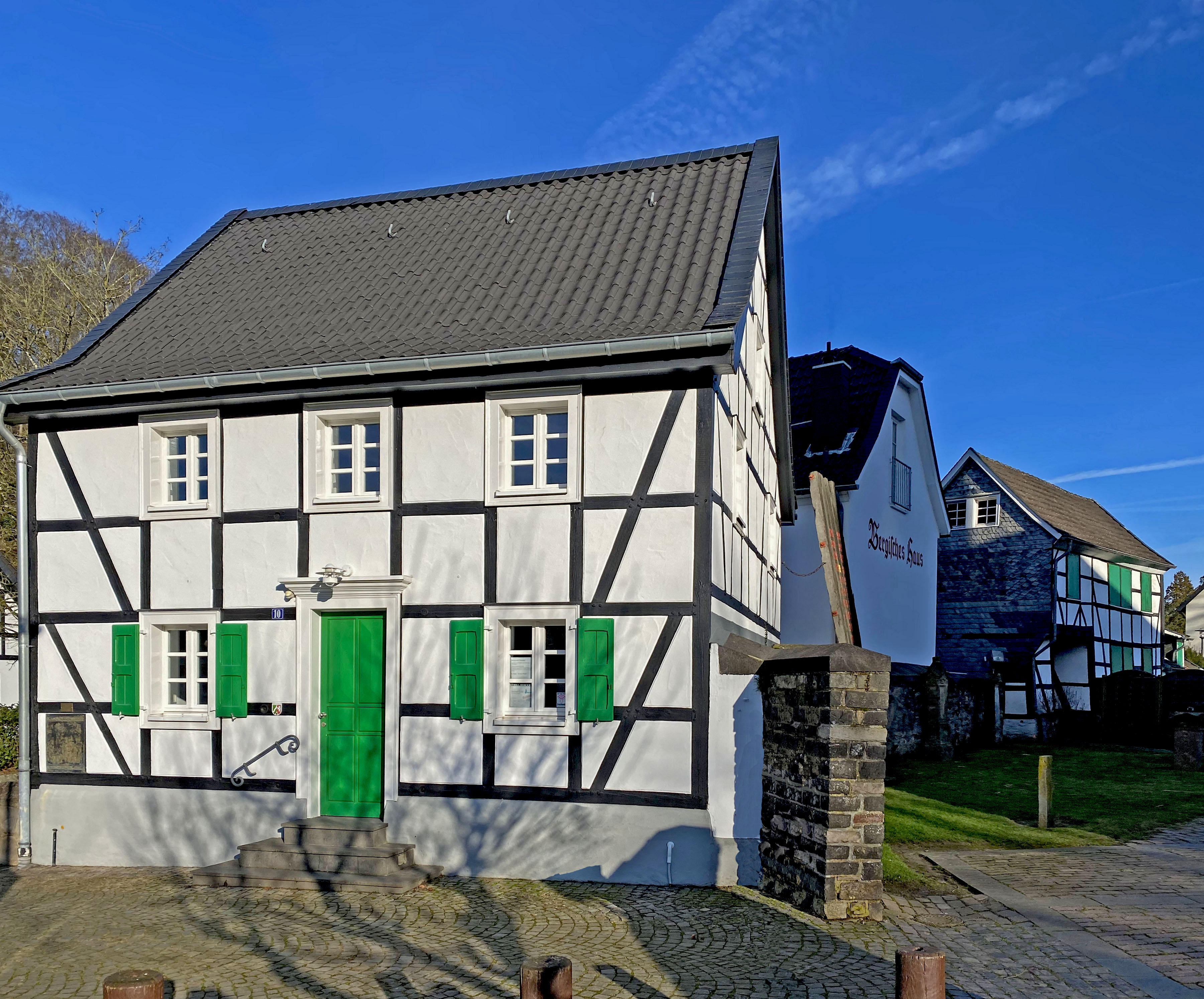
Dorpsstraat
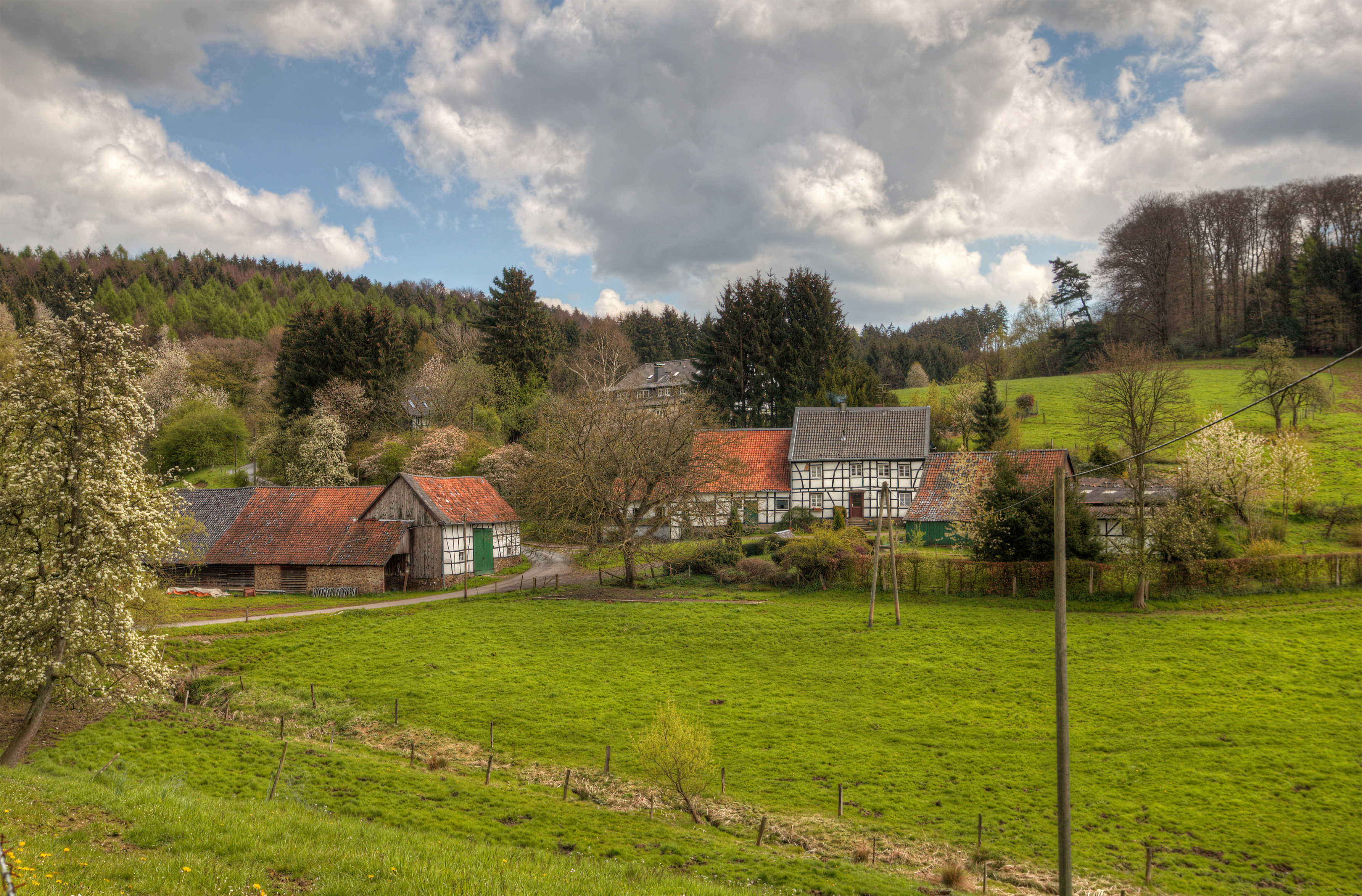
Selbach (gemeente Odenthal)
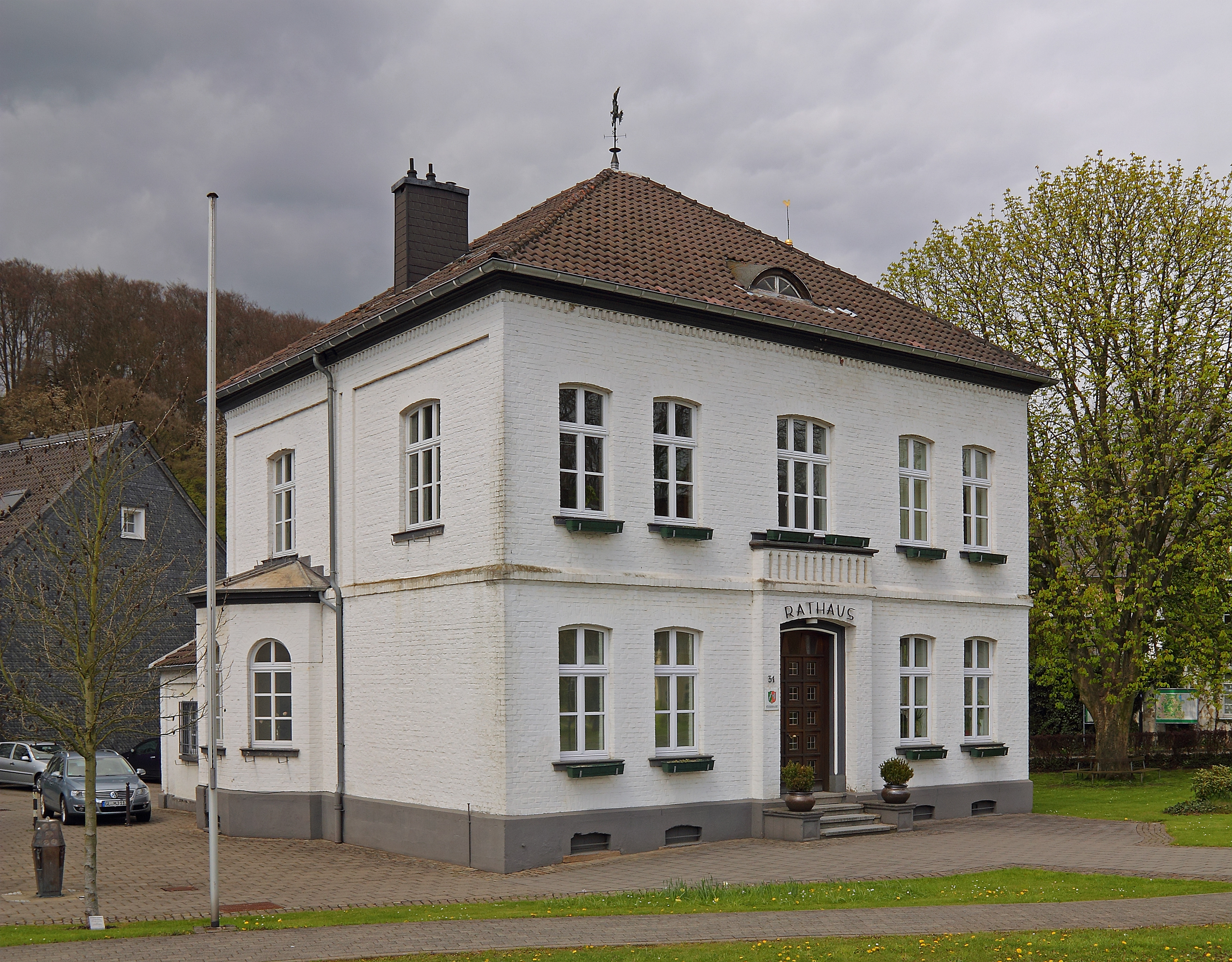
Gemeentehuis
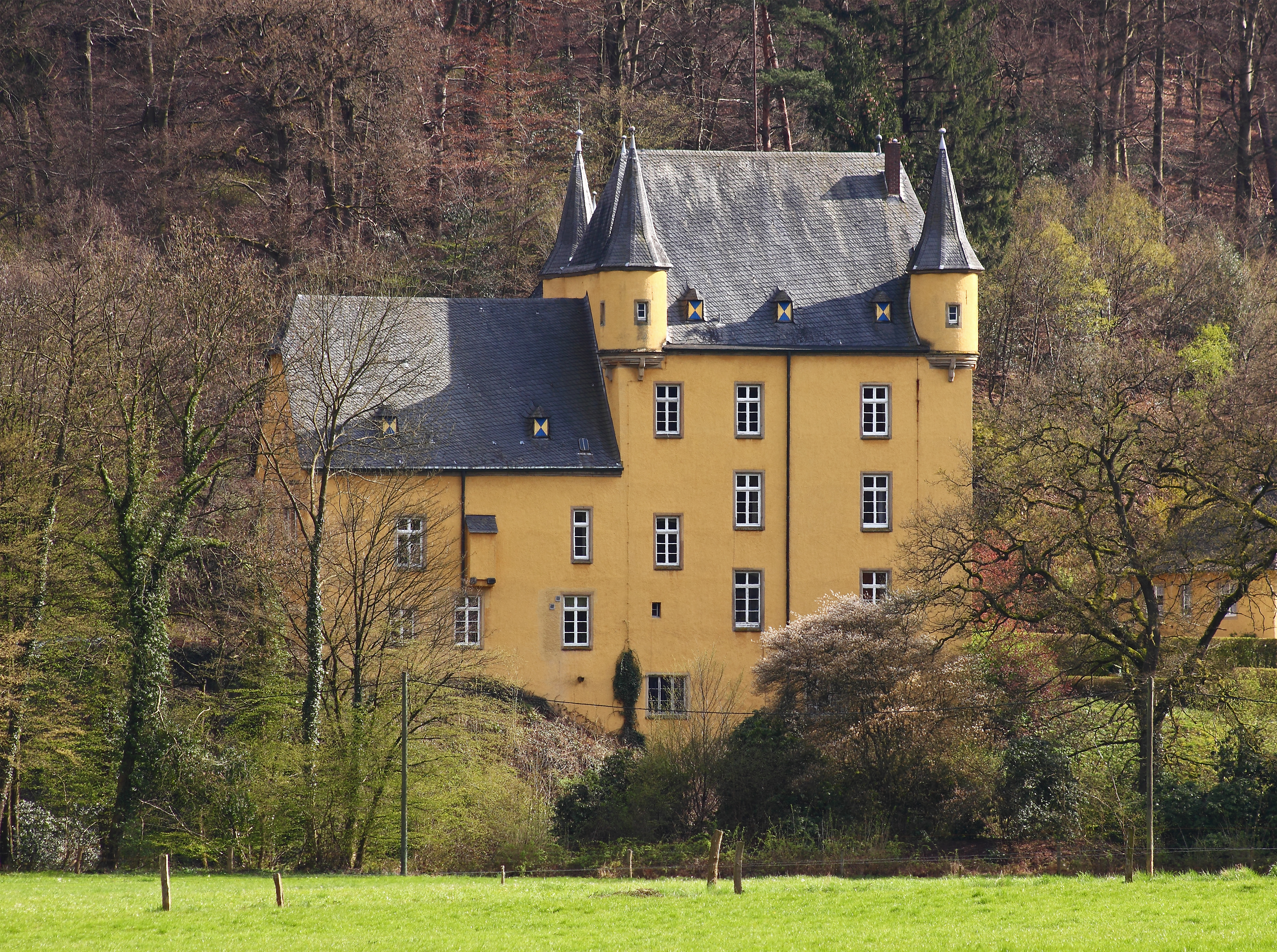
Schloss Strauweiler

Bergisch Gladbach · Burscheid · Kürten · Leichlingen · Odenthal · Overath · Rösrath · Wermelskirchen